# Sfassif
Sfassif (en àrab اصفاصيف, Iṣfāṣīf; en amazic ⵚⴼⴰⵚⵉⴼ) és una comuna rural de la província de Khémisset, a la regió de Rabat-Salé-Kenitra, al Marroc. Segons el cens de 2014 tenia una població total de 7.685 persones.